# RNF186
RNF186 (англ. Ring finger protein 186) – білок, який кодується однойменним геном, розташованим у людей на 1-й хромосомі. Довжина поліпептидного ланцюга білка становить 227 амінокислот, а молекулярна маса — 24 145.
| 10         |  | 20         |  | 30         |  | 40         |  | 50         |
| ---------- |  | ---------- |  | ---------- |  | ---------- |  | ---------- |
| MACTKTLQQS |  | QPISAGATTT |  | TTAVAPAGGH |  | SGSTECDLEC |  | LVCREPYSCP |
| RLPKLLACQH |  | AFCAICLKLL |  | LCVQDNTWSI |  | TCPLCRKVTA |  | VPGGLICSLR |
| DHEAVVGQLA |  | QPCTEVSLCP |  | QGLVDPADLA |  | AGHPSLVGED |  | GQDEVSANHV |
| AARRLAAHLL |  | LLALLIILIG |  | PFIYPGVLRW |  | VLTFIIALAL |  | LMSTLFCCLP |
| STRGSCWPSS |  | RTLFCREQKH |  | SHISSIA    |  |            |  |            |

A: Аланін

C: Цистеїн

D: Аспарагінова кислота

E: Глутамінова кислота

F: Фенілаланін

G: Гліцин

H: Гістидин

I: Ізолейцин

K: Лізин

L: Лейцин

M: Метіонін

N: Аспарагін

P: Пролін

Q: Глутамін

R: Аргінін

S: Серин

T: Треонін

V: Валін

W: Триптофан

Білок має сайт для зв'язування з іонами металів, іоном цинку. 
Локалізований у мембрані.